# Gueorgui Moskalenko
Gueorgui Vasílievich Moskalenko (en ruso: Георгий Васильевич Москаленко; 17 de febrero de 1918-18 de noviembre de 1991) fue un militar soviético ruso, participante en la Gran Guerra Patria. Fue teniente primero y comandante del 6.º regimiento de la 62.ª brigada de la fuerza aérea de la guardia de cazas de la flota del mar Negro.

## Biografía
Nació en Piskunóvskoye, en el óblast de Kubán de la RSFS de Rusia el 17 de febrero de 1918 en una familia obrera. Estudió en Nevinnomysk y empezó a trabajar en el mismo instituto y más tarde en Piatigorsk, en el krai de Stávropol, estudiando en el aeroclub de Stávropol.
Ingresó en la fuerza aérea de la flota del mar Negro de la Armada Soviética en 1938. En 1940 finalizó sus estudios en la escuela naval militar de Yeisk. Participó en la Gran Guerra Patria desde junio de 1941] y desde ese mismo año fue miembro del Partido Comunista de toda la Unión (bolchevique). Se distinguió especialmente en la defensa de Odesa y Sebastopol. Hasta junio de 1942 Moskalenko realizó 263 misiones de combate exitosas, participando en 87 combates aéreos, derribando 2 aviones y hundiendo 3 barcos.
Tras la guerra continuó al servicio de la fuerza aérea naval. En 1947 se graduó en la escuela superior de oficiales de aviación de las fuerzas navales. Se encargó de la formación de los cuadros de vuelo de la flota del mar Negro.
En 1957 pasó a la reserva por razones de salud, retirándose posteriormente. Se trasladó a Rostov del Don, donde trabajó en el aeropuerto. Tras jubilarse, desarrolló diversas actividades en organizaciones DOSAAF. Murió en Rostov el 18 de noviembre de 1991.

## Condecoraciones
El 14 de junio de 1942 se le concedió el título de Héroe de la Unión Soviética con la orden de Lenin y la medalla Estrella de Oro (n.º 864). Asimismo le fueron concedidas dos órdenes de la Bandera Roja, la orden de Alejandro Nevski, la orden de la Guerra Patria de 1.ª y 2.ª clase, la orden de la Estrella Roja y diversas medallas.